# Jean-Christophe Rolland
Jean-Christophe Rolland, född den 3 juli 1968 i Condrieu i Frankrike, är en fransk roddare.
Han tog OS-guld i tvåa utan styrman i samband med de olympiska roddtävlingarna 2000 i Sydney.